# 眼帶副脂䲁
眼帶副脂䲁（學名：Paraclinus rubicundus），為輻鰭魚綱䲁形目脂䲁科副脂䲁屬的一個種，分布於西南大西洋巴西海域，深度0至25公尺，本魚體長，吻部尖，觸鬚分佈於鼻孔、眼上方和頸背，鰓蓋骨有明顯的棘突，背鰭硬棘28-30枚、背鰭軟條1枚、臀鰭硬棘2枚、臀鰭軟條15-18枚，體長可達4.7公分，棲息在藻類生長的珊瑚礁，生活習性不明。